# Rodrigo de Gouveia Lobo de Ávila
Rodrigo de Gouveia Lobo de Ávila (Santarém, São Salvador, 6 de Agosto de 1839 — Matosinhos, Leça da Palmeira, 10 de Maio de 1887) foi um jurista, magistrado e político português.

## Biografia
Nasceu em Santarém, filho do general de divisão, membro da Junta do Porto e deputado, Francisco de Paula de Gouveia Lobo de Ávila, oriundo da Casa de Chavães, Baião, e de sua esposa Teresa Adelaide Ribeiro Teles da Silva, oriunda de Santarém, sobrinho paterno de Amândio José Lobo de Ávila, Joaquim Tomás Lobo de Ávila, 1.° Conde de Valbom, e José Maria Lobo de Ávila e primo-irmão de Artur Eugénio Lobo de Ávila e Carlos de Orta Lobo de Ávila, um dos Vencidos da Vida. Nos seus tempos de estudante, usou o nome de Rodrigo Lobo de Gouveia de Ávila.
Entre outras funções foi Secretário-Geral do Distrito de Faro e do Distrito de Angra do Heroísmo e Governador Civil Interino do mesmo Distrito desde 22 de Setembro a Outubro de 1862.
Em defesa de seu pai, escreveu a obra O General Francisco de Paula Lobo de Ávila e os Seus Detractores: memoria redigida por seu filho Rodrigo Lobo d' Avila, publicada em Lisboa no ano de 1865, com a inserção de 35 documentos oficiais que demonstravam a falsidade das acusações feitas por adversários políticos.
Foi Delegado do Procurador Régio em São João da Pesqueira e em Braga e Juiz de Direito.

## Casamento e descendência
Casou com Maria Vitória de Beires (Lamego, Sande, 16 de Junho de 1849 - Braga, 18 de Junho de 1880), com geração.